# ناحية التبني
ناحية التبني إحدى نواحي سوريا تتبع إداريّاً لمحافظة دير الزور منطقة دير الزور ومركزها بلدة التبني، بلغ تعداد سكان الناحية 48,393 نسمة حسب التعداد السكاني لعام 2004.

## بلدات وقرى ناحية التبني
البويطية، العنبة، حوايج ذياب شامية، الخريطة، المسرب، معدان عتيق، القصبي، الشميطية، التبني، الطريف، زغير شامية.